# نور بخاري
نور بخاري هي عارضة وممثلة باكستانية سابقة، ولدت في 3 يوليو 1977 بلاهور في باكستان. خلال حياتها المهنية في السينما، لعبت دور البطولة في 22 فيلمًا باللغة الأردية و20 فيلمًا من البنجابية و44 فيلمًا من أفلام البشتوية.
بعد أسابيع قليلة من طلاقها مع زوجها الرابع حامد، قررت نور بخاري الاستقالة من صناعة الترفيه وبدأت في ارتداء الحجاب في الآونة الأخيرة. أكدت أنها لم تعد تخطط للقيام بأي أفلام أو برامج تلفزيونية في المستقبل.

## وصلات خارجية
- نور بخاري على موقع IMDb (الإنجليزية)
- نور بخاري على موقع قاعدة بيانات الفيلم (الإنجليزية)